# Cicha Równia
Cicha Równia (německy Theisenhübel ; česky Tichá rovina) je vrchol nacházející se v západním výběžku Vysokého jizerského hřebene, v polské části Jizerských hor. Spolu s na západ ležícím vrcholem Krogulec (1001 m) tvoří oblé a rozložité návrší oddělené od sebe mělkým sedlem. Velmi nevýrazný vrchol označuje žulový mezník zapuštěný do země pod mysliveckým posedem.

## Přístup
Na vrchol nevede žádná značená cesta, jen několik nezpevněných cest a průseků. Nejjednodušší přístup je po červené značce z Orle nebo Jakuszyc, ze které odbočuje asi půlkilometrová odbočka na vrchol. V zimě vedou přímo přes vrchol značené běžkařské tratě.

## Okolí
Zhruba 1 km severně od vrcholu se nalézá rozcestí Rozdroże pod Cichą Równią což je bývalá křižovatka Staré sklářské cesty (Stara Droga Szklarska) s cestou nazývanou Dukt Końskiej Jamy. Ve své době to bývaly jedny z nejdůležitějších cest v této části Jizerských hor.
Asi 1 km jihovýchodně od vrcholu je městečko Jakuszyce, centrum běžeckého lyžování na polské straně Jizerských hor. Pro běžkažské tratě jsou využívány mj. četné průseky na Cicha Równia a Krogulci.